# Лётная эксплуатация воздушного судна
Лётная эксплуатация воздушного судна — совокупность связанных с использованием воздушного судна, его систем и оборудования, процессов и операций, выполняемых при подготовке к полёту и в полете лётным экипажем с момента приемки воздушного судна под ответственность экипажа и до момента его сдачи под ответственность других служб (ИАС, служба охраны и т.д.). Эти действия регламентируются руководством по летной эксплуатации конкретного воздушного судна.
На стадии эксплуатации осуществляется также техническая эксплуатация авиационной техники, включающая работы по транспортированию, хранению, техническому обслуживанию и ремонту воздушного судна и его составных частей. Эти работы также называют поддержанием лётной годности (см. англ. airworthiness) воздушного судна. Все необходимые работы предусмотрены эксплуатационной документацией (ЭД) ВС (Регламенте технического обслуживания (РО), Руководство по технической эксплуатации (РЭ), директивы летной годности (ДЛГ) и т.д.). Несоблюдение указаний и ограничений ЭД выводит воздушное судно из состояния лётной годности, что ведёт к запрету его полётов.

## Официальное толкование

### Правовые акты РФ
Приказ Минтранса РФ от 20.06.1994 N ДВ-58 «Об утверждении Наставления по технической эксплуатации и ремонту авиационной техники в гражданской авиации России». (НТЭРАТ ГА-93), п 4.1.1.